# セイ・セイ・セイ
「セイ・セイ・セイ」（Say Say Say）は、1983年にポール・マッカートニーとマイケル・ジャクソンが発売した楽曲および同曲を収録したシングル。2人がデュエットした曲。

## 解説
この曲がレコーディングされたのは1981年の終わり頃で、同時に「ザ・マン」もレコーディングされ、2曲ともポールのアルバム『パイプス・オブ・ピース』に収録された。前年（1982年）に発売されたマイケルのソロアルバム『スリラー』内の「ガール・イズ・マイン」にもポールは参加しているが、レコーディングされたのはこちらの2曲が先。
1983年10月3日に『パイプス・オブ・ピース』の先行シングルとして発売された。当時のマイケルの『スリラー』人気も手伝って、アメリカのビルボード誌では、1983年12月10日から6週連続で週間ランキング第1位を獲得。ビルボード誌1984年年間ランキングでも第3位を獲得した。2022年現在ビルボード誌の集計によると、ポール・マッカートニーにとってビートルズ解散後のソロとしては「心のラブソング」に次ぐ歴代2位のヒット曲であり、また、マイケル・ジャクソンにとってもかなりのヒット曲となっている。キャッシュボックス誌では、12月10日から3週間連続で第1位を獲得し、年間ランキングでは第16位を記録した。
作詞・作曲に関しては、2人がそれぞれ歌っている所を作曲している（Aメロがポール、Bメロがマイケル）。ビデオ・クリップも作成され、当時のポールの妻だったリンダ・マッカートニーとマイケルの姉のラトーヤ・ジャクソンが参加している。ポールにとっては2019年現在で最後に全米ナンバーワンを獲得した曲でもある（ビートルズ、ウイングス時代を含めると通算29曲目の全米ナンバーワン曲）。
ポールのベストアルバムでは『オール・ザ・ベスト』に収録され、マイケルのベストアルバムでは、2008年に生誕50周年企画として23の国と地域で異なる編集で発売されたベストアルバム『キング・オブ・ポップ』に初収録された。また、『エッセンシャル・マイケル・ジャクソン 3.0』にも収録されている。

## 収録曲
1. セイ・セイ・セイ (Say Say Say)
2. コアラへの詩 (Ode to a Koala Bear)

### 12inch
1. セイ・セイ・セイ、リミックス (Say Say Say) (remix)
2. セイ・セイ・セイ、インストゥルメンタル (Say Say Say) (instrumental)
3. コアラへの詩 (Ode to a Koala Bear)